# 디어 마이 프렌즈
《디어 마이 프렌즈》는 2016년 5월 13일부터 2016년 7월 2일까지 방영된 tvN 금토 드라마이다. 한때 SBS 편성설이 제기됐으나 이런저런 사정으로 불발한 바 있다.

## 등장 인물

### 주요 인물
- 고현정 : 박완(37세) 역 - 일어 번역 작가 (아역 : 엄채영)
- 김혜자 : 조희자(72세) 역 - 정아의 절친, 성재의 첫사랑
- 나문희 : 문정아(72세) 역 - 희자의 초등학교 동문, 석균의 아내
- 고두심 : 장난희(63세) 역 - 완의 엄마, 희자와 정아의 초등학교 후배, 대박 짬뽕집 주인
- 박원숙 : 이영원(63세) 역 - 난희의 동문, 전직 배우 겸 광고모델
- 윤여정 : 오충남(65세) 역 - 난희와 영원의 선배, 카페 운영
- 주현 : 이성재(72세) 역 - 전직 변호사, 희자와 정아의 동창
- 김영옥 : 오쌍분(86세) 역 - 난희의 엄마
- 신구 : 김석균(75세) 역(†) - 정아의 남편, 아파트 경비원
- 신성우 : 한동진(40대 초반) 역 - 출판사 대표, 편집국장
- 남능미 : 기자(72세) 역 - 희자의 초등학교 동문, 친구

### 주변 인물
- 김정환 : 장인봉 역 - 쌍분의 아들, 완의 삼촌
- 백승도 : 양주영 역 - 충남의 친조카
- 변우석 : 손종식 역 - 충남의 외조카
- 염혜란 : 김순영 역 - 정아의 맏딸
- 권혁수 : 오세오 역 - 정아의 맏사위, 대학교수
- 강은진 : 김호영 역 - 정아의 둘째딸
- 한정현 : 김수영 역 - 정아의 셋째딸, 어린이집 운영
- 차종호 : 팔달 역 - 난희네 짬뽕집 종업원
- 정의순 : 난희네 짬뽕집 종업원 역
- 지이수 : 상숙 역 - 난희네 짬뽕집 종업원
- 고보결 : 강하늘 역 - 민호의 아내, 희자의 막내 며느리
- 고진명 : 석균의 동료 경비원 역
- 곽인준 : 양 교수 역
- 김태훈 : 이 교수 역

### 그 외 인물
- 전성애 : 성당 교인 역
- 주부진 : 동창회 친구 역
- 최재섭 : 희자의 아들 역
- 조승연 : 희자의 아들 역
- 박성연 : 희자의 며느리 역
- 박수빈 : 희자의 며느리 역
- 강문경
- 유필란
- 김필
- 김학임
- 조혜원
- 김경애
- 김병춘 : 서울마포경찰서 서장 역
- 김학선 : 형사 역
- 옥주리 : 아파트 부녀회장 역
- 박귀순 : 택시기사 역
- 노남석
- 권재현 : 순철 역
- 이정구 : 어린 신부 역
- 백은경 : 혜미 역
- 구본영
- 김연희
- 신신범 : 석균의 동생 역
- 김미량 : 석균의 제수 역
- 김정수
- 진석찬
- 우상욱 : 젊은 김석균 역
- 남정희 : 치매 요양원 할머니 역
- 권혁수 : 요양사 역
- 김야니
- 권혁

### 특별출연
- 조인성 : 서연하(32세) 역 - 완의 친구, 슬로베니아 거주
- 이광수 : 유민호(30대 초반) 역 - 희자의 막내 아들
- 성동일 : 박교수 역 - 충남을 호구로 아는 예술가
- 장현성 : 이일우 역 - 난희 가게 단골 손님
- 이원종 : 장호진 역 - 난희의 아버지
- 송용태 : 유정철 역 - 희자의 남편
- 다니엘 헤니 : 마크 스미스 역 - 희자의 이웃집 남자, 사진작가
- 채국희 : 서연희 역 - 연하의 누나, 슬로베니아 거주
- 하재영 : 대철 역 - 영원의 전 남편

## 시청률
최저 시청률과 최고 시청률은 시청률 조사회사와 지역별로 시청률에 차이가 있을 수 있습니다.
| 2016년      | 2016년      | 2016년                                                       | 2016년     | 2016년      |
| 회차        | 방송일      | 부제                                                         | AGB 시청률 | TNmS 시청률 |
| ----------- | ----------- | ------------------------------------------------------------ | ---------- | ----------- |
| 제1회       | 5월 13일    | 미안하지만, 난 당신들이 궁금하지 않아요                      | 4.895%     | 4.0%        |
| 제2회       | 5월 14일    | 혼자 할 수 있어요. 혼자 살 수 있어요.                        | 4.000%     | 4.1%        |
| 제3회       | 5월 20일    | 노브라에 찢어진 청바지를 입고 길 위에서                      | 4.676%     | 4.1%        |
| 제4회       | 5월 21일    | 부디, 부탁하건대 당신들, 우릴 다 안다 하지 마세요.           | 3.420%     | 3.0%        |
| 제5회       | 5월 27일    | 외로워 마세요. 그대 곁에 내가 있어요                         | 4.489%     | 4.5%        |
| 제6회       | 5월 28일    | 되돌아 갈 수 있는 길 되돌아 갈 수 없는 길                    | 3.874%     | 3.5%        |
| 제7회       | 6월 3일     | 바람이 분다. 파도가 친다.                                    | 4.989%     | 3.9%        |
| 제8회       | 6월 4일     | 마치 아무 일도 없었던 것처럼                                 | 3.970%     | 3.2%        |
| 제9회       | 6월 10일    | 인생이 정말 아름답지 아니한가                                | 5.211%     | 4.5%        |
| 제10회      | 6월 11일    | 복수의 칼날을 갈며 1                                         | 4.486%     | 3.8%        |
| 제11회      | 6월 17일    | 복수의 칼날을 갈며 2                                         | 5.467%     | 4.6%        |
| 제12회      | 6월 18일    | 내가 알고 지은 죄, 백가지 내가 모르고 지은 죄, 천가지 만가지 | 5.294%     | 4.1%        |
| 제13회      | 6월 24일    | 끝까지 엄마답게 끝까지 투사처럼 1                            | 5.942%     | 5.1%        |
| 제14회      | 6월 25일    | 끝까지 엄마답게 끝까지 투사처럼 2                            | 5.383%     | 4.4%        |
| 제15회      | 7월 1일     | 우리가 언제 당신을 이렇게 오래 바라봐 준 적 있었나?          | 8.087%     | 6.8%        |
| 제16회      | 7월 2일     | 우리들의 러브 스토리                                         | 6.870%     | 6.0%        |
| 평균 시청률 | 평균 시청률 | 평균 시청률                                                  | 5.066%     | 4.4%        |

## 수상 경력
- 2016년 한국방송비평상 드라마부문 대상
- 2016년 제9회 코리아 드라마 어워즈 작가상 - 노희경
- 2017년 제21회 YWCA가 뽑은 좋은 TV프로그램상 대상
- 2017년 제53회 백상예술대상 TV부문 드라마작품상
- 2017년 제53회 백상예술대상 TV부문 극본상 - 노희경

## 동시간대 드라마
JTBC 금토드라마
- 《마녀보감》 : (2016년 5월 13일 ~ 2016년 7월 16일)

## 참고 사항
- 고현정과 조인성은 SBS 주말드라마 《봄날》 이후로 10년만에 재회한다.